# Centro de Cultura Presidente Itamar Franco
O Centro de Cultura Presidente Itamar Franco é um complexo cultural e institucional localizado no bairro Barro Preto, em Belo Horizonte. O Centro abriga a Sala Minas Gerais e a sede da Orquestra Filarmônica de Minas Gerais, bem como o espaço gastronômico Mineiraria, em imóvel tombado, e as sedes da Rede Minas e da Rádio Inconfidência. O complexo foi projetado por Jô Vasconcellos e Rafael Yanni, com consultoria acústica de José Augusto Nepomuceno para a sala de concertos.

## Histórico
O Centro de Cultura teve sua construção iniciada em 2011 e foi inaugurada em 2015. Sua criação decorre da fundação, em 2008, da Orquestra Filarmônica de Minas Gerais, que até a inauguração da Sala Minas Gerais se apresentava predominantemente no Palácio das Artes, teatro público que era compartilhado com outros eventos e, em função da falta de espaço próprio, a orquestra deixava de realizar metade dos eventos que poderia.
O enfoque principal do projeto é a qualidade acústica da sala de concertos, que se apoia sobre terreno natural, sem subsolo, para evitar interferências acústicas. Seu formato de "caixa de sapatos" decorre do desejo em dar enfoque à acústica do período clássico da música erudita, semelhante a algumas salas que são referência mundial em acústica.
No desenvolvimento do projeto, o complexo passou a abrigar também a sede da Rede Minas, rede de TV, e a Rádio Inconfidência, ambas pertencentes ao governo de Minas Gerais. Em 2020, foi aberto um centro gastronômico dedicado à comida mineira, denominado Mineiraria, no imóvel tombado existente no complexo.
Em 2022, o Governo de Minas Gerais, no âmbito de suas ações para privatizar a Companhia de Desenvolvimento de Minas Gerais (Codemge), anunciou a disponibilização para venda de diversos ativos da empresa pública, dentre os quais se encontra o Centro de Cultura. O prospecto para a venda exige a manutenção de datas da Sala Minas Gerais para a Orquesta Filarmônica, sem detalhar se haveria ônus para a orquestra; e propõe a cobrança de aluguel das empresas de comunicação presentes no complexo.